# 侨乡街道
侨乡街道是中华人民共和国湖北省天门市下辖的一个街道办事处。

## 行政区划
侨乡街道下辖以下村级行政区划单位：
侨乡社区、接官社区、群力社区、涂台社区、汪岭社区、友谊社区、长湾社区、陈方社区、候口村、朱店村、快活村、桂花村、熊河村、龙咀村和凡店村。